# Nierembergia riograndensis
Nierembergia riograndensis là loài thực vật có hoa trong họ Cà. Loài này được Hunz. & A.A. Cocucci mô tả khoa học đầu tiên năm 1993.